# Discestra stigmosa
Discestra stigmosa là một loài bướm đêm trong họ Noctuidae.